# Anthoboscus tricolor
Anthoboscus tricolor là một loài bọ cánh cứng trong họ Cerambycidae.